# La silla de la muerte
La silla de la muerte es una película estadounidense de terror dirigida por Sam Irvin.

## Argumento
Un carnicero se dedica a hacer justicia por su cuenta sirviéndose de su propia silla eléctrica, en la cual ejecuta a reos que la justicia ha ido dejando libres por uno u otro motivo.
- Datos: Q3120590